# Spice (chanteuse)
Pour les articles homonymes, voir Spice.
Spice, de son vrai nom Grace Latoya Hamilton, née le 6 août 1982 à Paroisse Sainte-Catherine en Jamaïque, est une chanteuse de dancehall.

## Biographie et carrière musicale
Spice sort ses premiers disques au début des années 2000. En 2004, elle a collaboré sur l'album de Jimmy Cliff, Black Magic sur le titre I Want I Do I Get. Elle a également connu le succès grâce au single Fight Over Man, édité en 2006.
En 2008, Spice collabore également avec l'artiste dancehall Vybz Kartel avec le titre Ramping Shop. La chanson atteint plus tard la 76e place du Billboard Hot 100. En 2009, elle signe un contrat d'enregistrement avec le label VP Records.
En 2011, Spice a collaboré avec l'artiste dancehall Gappy Ranks sur le titre Whatever We Like. Plus tard dans l'année, elle sort le remix de son single Fun avec la rappeuse américaine Missy Elliott. Elle a également collaboré sur l'album de Mýa, K.I.S.S. (Keep It Sexy & Simple) sur le titre Take Him Out.
Son premier extended play So Mi Like It est commercialisé le 2 décembre 2014. Les singles incluent So Mi Like It, Like A Man et Conjugal Visit avec Vybz Kartel. L'audio pour Conjugal Visit a été officiellement enregistré en 2009 comme une suite à Ramping Shop. Spice a également collaboré avec l'artiste de soca Bunji Garlin sur la mixtape de ASAP Ferg, Ferg Forever sur le titre Jolly.
En 2015, Spice sort ses singles Back Bend et Bend Ova produits par un DJ producteur et compositeur antillais, DJ Greg. Elle a ensuite sorti son premier single reggae Baby I Love You. À la fin de cette année, elle sort le clip de son single Needle Eye.

## Discographie

### EP
CLAP CLAP
| Année | Album                                                                                       |
| ----- | ------------------------------------------------------------------------------------------- |
| 2014  | So Mi Like It EP - Sortie : Décembre 2014 - Label : VP Records - Formats : Digital download |

### En featuring avec des artistes
| Année | Single                                           | Positions des pics | Album                            |
| Année | Single                                           | US R&B             | Album                            |
| ----- | ------------------------------------------------ | ------------------ | -------------------------------- |
| 2004  | I Want I Do I Get (Jimmy Cliff featuring Spice)  | —                  | Black Magic                      |
| 2009  | Ramping Shop (Vybz Kartel featuring Spice)       | 76                 | Pon Di Gaza                      |
| 2012  | Take Him Out (Mýa featuring Spice)               | -                  | K.I.S.S. (Keep It Sexy & Simple) |
| 2014  | Jolly (ASAP Ferg featuring Bunji Garlin & Spice) | -                  | Ferg Forever                     |